# Jean-Baptiste Gourbeyre

Jean-Baptiste Gourbeyre

Jean-Baptiste Marie Augustin Gourbeyre (Riom, 30 oktober 1786 – Pointe-à-Pitre, 7 juni 1845) was een Frans admiraal. Hij bestuurde als gouverneur de Franse kolonie Guyana (1839-1841) en Guadeloupe (1841-1845).

## Levensloop

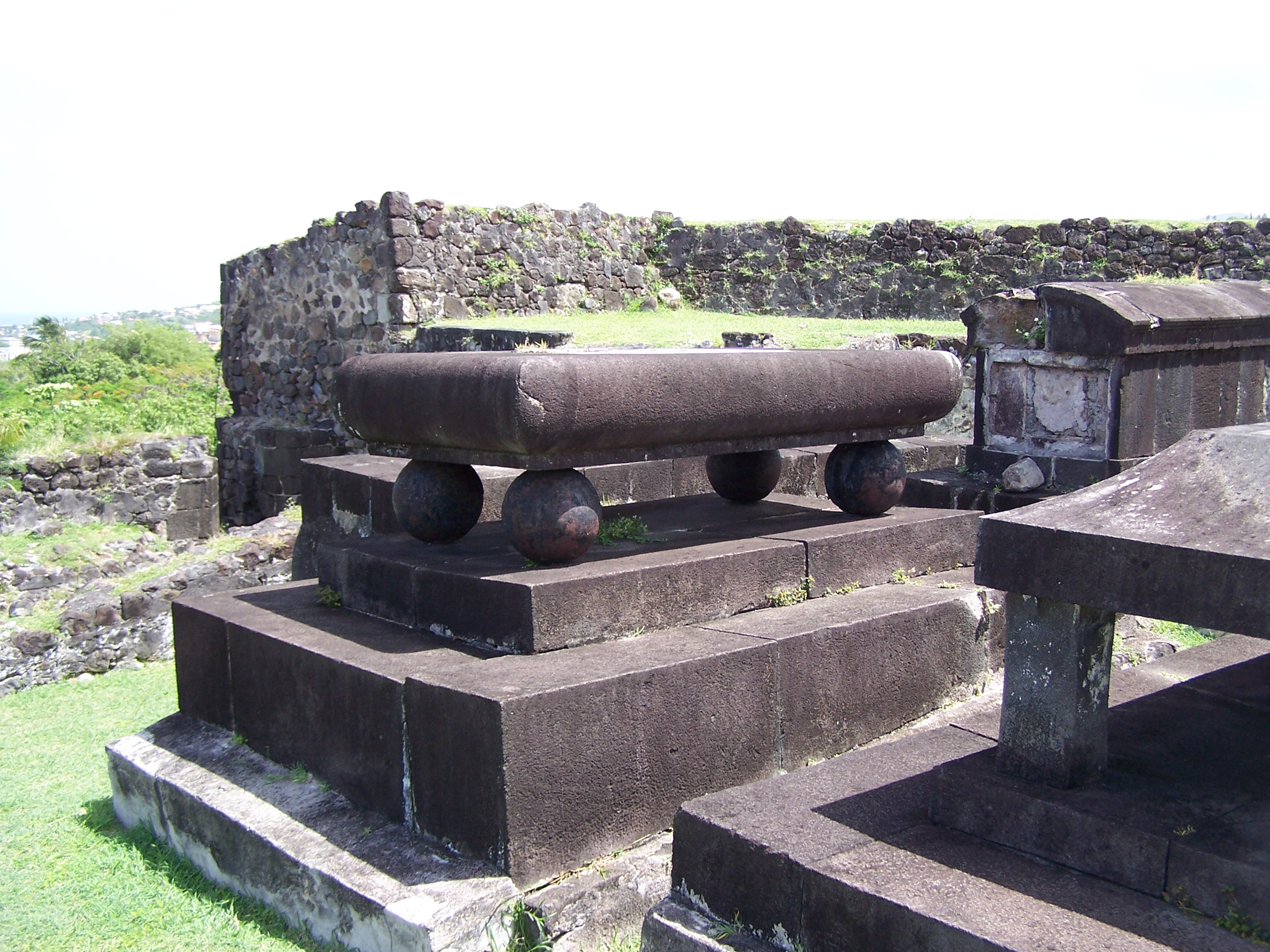
Graf van gouverneur Gourbeyre, in Basse-Terre (Guadeloupe)

Gourbeyre groeide op in Riom, een stadje in Auvergne in het koninkrijk Frankrijk. Zijn vader, Pierre Gourbeyre, was rechter in Riom. Vanaf de jaren 1800-1802 werd hij matroos bij de vloot van Frankrijk. Het was een begin van een lange carrière op zee, en dit tot het jaar 1841. In deze periode vocht hij onder meer tijdens de napoleontische oorlogen tegen de Britten in Guadeloupe (1809), was hij gekazerneerd in Antwerpen (1814) en trok hij naar Madagascar in dienst van koning Karel IX (1829). Over de jaren klom hij in militaire graad. Hij werd finaal bevorderd tot  contre-amiral (schout-bij-nacht) in 1841. Hij behaalde over de jaren ook eretekens in de Orde van de Heilige Lodewijk en het Legioen van Eer.
Van 1839 tot 1841 was hij gouverneur van Frans-Guyana, een kolonie van het koninkrijk Frankrijk, tijdens het bestuur van koning Lodewijk Filips van Orléans. Van 1841 tot 1845 was hij gouverneur van Guadeloupe, een andere kolonie der Fransen. Hij stimuleerde er de slavenhandel, niet alleen om de eigen plantages te bemannen maar ook als export naar niet-Franse kolonies om geld te incasseren. Tijdens zijn bestuur op het eiland Guadeloupe maakte hij de zware aardbeving van 1843 mee. Het betekende voor hem alle middelen in te zetten om de suikeroogst te redden. Hij schonk leningen aan handelaars die onvoldoende suiker konden opkopen. In de gemeente Dos d’âne (of Ezelsrug) bood hij persoonlijk hulp aan de daklozen. De gemeente besloot in 1846 de naam te wijzigen in Gourbeyre als dank voor de geboden hulp. Hij stierf in zijn residentie in de hoofdstad Pointe-à-Pitre, in het jaar 1845. Zijn grafmonument staat in Basse-Terre, een andere stad in Guadeloupe, in het fort Delgrès.

## Publicatie van zijn hand
- (1835) Un mot sur la marine; un mot sur la question des sucres[5] Hij pleitte in dit boek voor meer publieke middelen voor de vloot, om alzo de suikertoevoer naar Frankrijk te garanderen.

## Publicatie over hem
- (1843) Sur les ruines de la Pointe-à-Pitre. Claude Thiébaut beschreef de hulp die gouverneur Gourbeyre schonk aan de hoofdstad Pointe-à-Pitre na de aardbeving.[6]

## Eerbetoon
- De gemeente Gourbeyre (Guadeloupe) is naar hem genoemd omwille van de hulp die gouverneur Gourbeyre bood. De oude naam was Dos d’âne.
- Tegenover het gemeentehuis van Gourbeyre staat een borstbeeld van hem.[7]

- Bibliothèque nationale de France: cb10742560x (data)
- Gemeinsame Normdatei: 136963013
- International Standard Name Identifier: 0000 0000 5509 3786
- Library of Congress Control Number: no2008172832
- Base Léonore: LH//1178/46
- Système universitaire de documentation: 129596043
- Virtual International Authority File: 31826458
- WorldCat: E39PBJpjgwxHRYGdfpP84XwjYP